# Aleksander Vasiljevič Aleksandrov
Aleksander Vasiljevič Aleksandrov, sovjetski skladatelj, dirigent in generalmajor, * 1883, † 1946.
Aleksandrov je bil dirigent Državne zborovske kapele in zborovodja Komornega gledališča. Od leta 1928 je vodil vojaški ansambel pesmi in plesov pri CDKA, ki ga je ustanovil in je po njegovi smrti nosil njegovo ime. Vodstvo ansambla je za njim prevzel njegov sin Boris Aleksandrovič Aleksandrov (1905–1994).
Aleksandrov je avtor ruske himne. Besedilo zanjo sta napisala Sergej Vladimirovič Mihalkov in Garold El-Registan (redaktor besedila pa je bil sam Stalin). Kot sovjetska narodna himna je bila prvič javno predstavljena 1. januarja 1944 in uradno sprejeta 15. marca istega leta. Po propadu Sovjetske zveze je tudi v novi državi, Rusiji, ostala kot ista melodija nacionalne himne, besedilo pa je bilo leta 2001 spremenjeno.

## Dela
- opera Rusalka
- simfonična pesnitev Smrt in življenje